# NHL Entry Draft 1990
1990 NHL Entry Draft var den 28:e NHL-draften. Den hölls den 16 juni 1990 i BC Place i Vancouver, British Columbia, Kanada.
Quebec Nordiques var först ut att välja spelare och de valde Owen Nolan.
Jaromir Jagr valdes som femte spelare totalt av Pittsburgh Penguins.